# La Girona
La Girona est une galéasse napolitaine, armée pour les besoins de l'Invincible Armada de 1588. Elle est commandée par Hug de Moncada i Gralla lorsqu'elle sombre près de Lacada Point, Comté de Antrim, en Irlande. Le naufrage de la Girona constitue un des épisodes les plus dramatiques de la débâcle de l'Invincible Armada en Irlande.
Les plus grandes pertes humaines ont lieu dans le naufrage de la galéasse, ayant pris à bord de nombreux survivants d'autres naufrages, sur la côte de Connacht.

## Les derniers jours de la Girona

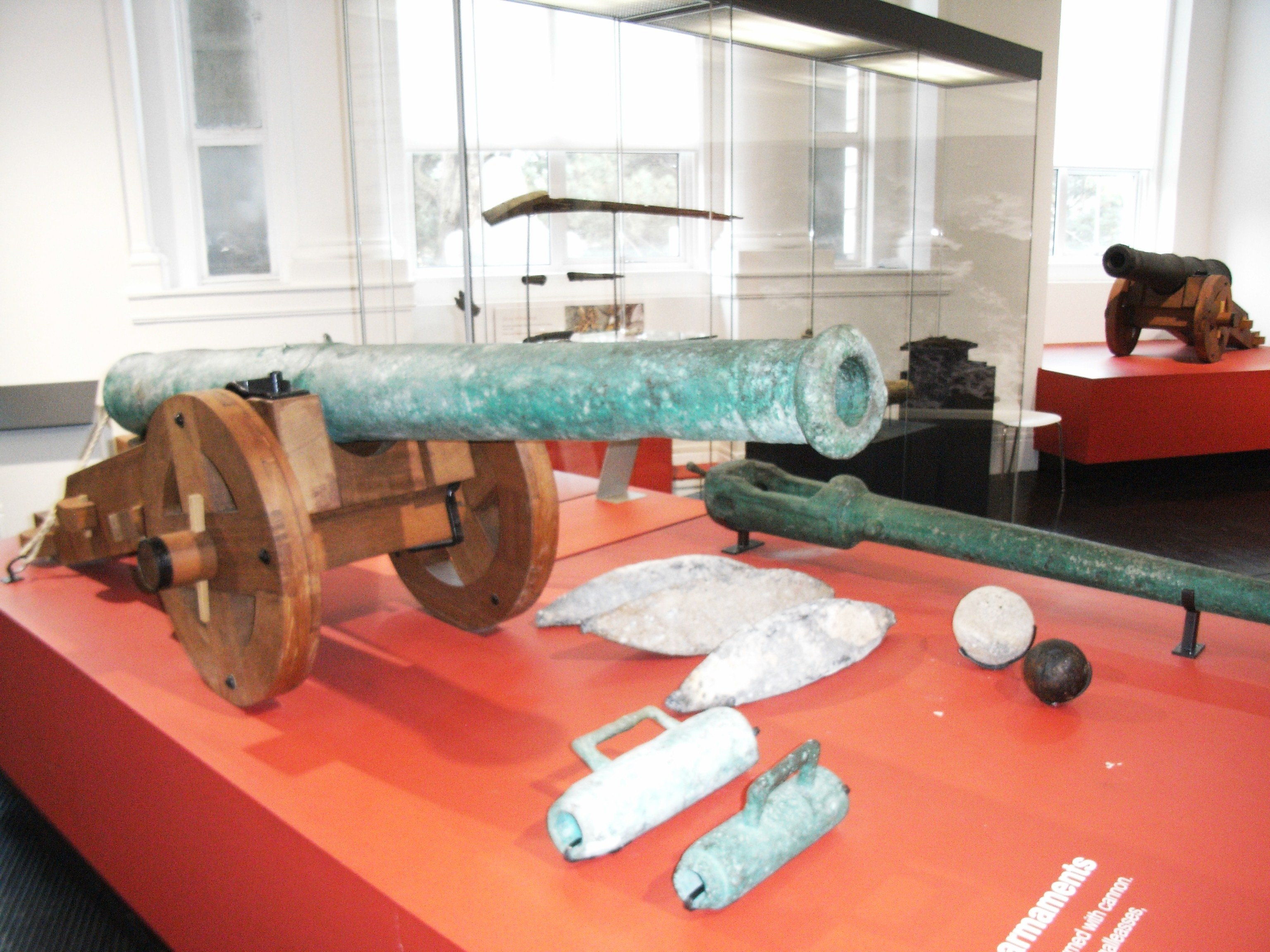
Canon de la Girona

Après la bataille de Gravelines, dans la Manche, qui voit la marine anglaise s'opposer à la flotte d'invasion espagnole, l'Invincible Armada, la flotte espagnole continue vers le Nord et, après beaucoup d'hésitations, décide de rallier l'Espagne en contournant l’Écosse et l'Irlande. La mauvaise connaissance des eaux nord-atlantiques, et l'une des pires tempêtes qu'ait connu la région, drossent une partie de la flotte vers les plages irlandaises, où elle réussit à accoster ou fait naufrage. Beaucoup de soldats se noient, ou sont capturés et massacrés en masse par les Anglais.
La Girona jette l'ancre dans le port de Killybegs, dans le comté de Donegal. Avec l'aide d'un chef de Killybegs, MacSweeney Bannagh, l'équipage de la Girona est nourri, son gouvernail réparé. Il est rejoint par les équipages du Santa Maria Rata Encoronada (419 hommes, 35 canons) et du Duquesa Santa Ana (900 tonnes, 23 canons, 357 hommes) qui avaient fait naufrage.
Plutôt que de rester en Irlande où ils risquaient d'être découverts par des soldats anglais, Don Alonso Martínez de Leiva de Rioja, chevalier de Santiago et second de Alonso Pérez de Guzmán el Bueno y Zúñiga, capitaine de l'Encoronada, décide d'embarquer tout le monde et faire voile vers l'Écosse catholique. Là, ils pourraient se reposer, réparer le navire, puis faire voile vers l'Espagne.
La Girona est réparée et sort du port en octobre de 1588 avec 1 300 personnes à bord.

## Le témoignage de James Machary of the Crosse
Le témoignage principal de l'histoire de la Girona est la déclaration d'un certain James Machary of the Crosse, un Irlandais (Séamas Mag Fhearadhaigh), enrôlé de force sur un navire au Portugal et donc présent lors de l'invasion de l'Armada, côté espagnol. Sa déclaration est faite devant le Lord Deputy Fitzwilliam, en décembre 1588. Le document, principalement écrit en style secrétaire, est envoyé par Fitzwilliam en annexe d'une de ses dépêches, à Sir Francis Walsingham, le secrétaire d'État en Angleterre, et il nous est parvenu dans son intégralité.
Machary affirme avoir été enrôlé de force à Lisbonne au Portugal et placé dans une hourque (bateau de transport à fond plat) flamande appelé Duquesa Santa Ana, de 400 tonnes ou plus, dans lequel se trouvaient 150 marins, 300 soldats, et des vivres. Après le combat, dans la Manche, ils atterrissent sur les côtes d'Irlande dans un port appelé Erris St Donnell (Blacksod Bay sur la côte d'Erris, un district du comté de Mayo) où ils trouvent un grand navire de la flotte espagnole, appelé La Rata Santa Maria Encoronada de 800 tonneaux ou plus, dans lequel se trouvent Don Alonso Martinez, un comte appelé comte de Paris, et le frère du même comte, également un gentleman nommé Don Tomaso de Granvelle (neveu du cardinal de Grandvelle), « un homme très prisé du roi, de grand revenu, et un Espagnol natif, divers bons Capitaines et autres messieurs galants. »
Don Alonso et toute sa troupe sont reçus sur le Duquesa Santa Ana avec toutes les marchandises de valeur de La Rata : plats, vêtements, argent, bijoux, armes, armures, etc. - les grands d'Espagne qui partaient en campagne s'entouraient d'un luxe ostentatoire, de la même façon que s'ils étaient à la cour - laissant derrière eux victuailles, canons, et beaucoup d'autres choses que la hourque n'aurait pas été capable d'emporter.
En route vers l'Espagne, par vent contraire, ils sont repoussés vers les terres de McSweeney ne Doe - sous-chef du comte de Tirconnel. Maintenant dans le Donegal - à un endroit appelé Longherris (Loughros Mor Bay, Donegal.), où ils jettent l'ancre. Arrive alors une tempête, qui arrache tous les câbles, et jette à terre La Duquesa. Don Alonso et toute sa compagnie rejoignent le rivage en prenant toutes leurs affaires et armures avec eux. Ils campent à côté du navire, l'espace de 8 ou 9 jours.
Don Alonso, avant son arrivée à terre, est blessé à la jambe par un cabestan du navire, de telle sorte qu'il n'est pas en mesure de marcher pendant les 9 jours de son campement, ni par la suite de se déplacer. Il est porté entre 4 hommes, sur 19 miles de distance, jusqu'à l'endroit où se trouve ancrée la galéasse de la flotte nommée La Girona. Toute la troupe campe entre 12 ou 14 jours, le temps que soient finis divers aménagements de la galéasse, et que tout soit préparé pour la mer, « aussi bien que cela puisse l'être ».
Don Alonso certainement averti de temps à autre que le Lord Deputy se prépare à venir contre eux, décide la troupe à s'embarquer à son bord, ayant pour pilotes trois Irlandais et un Écossais. Il y a dans la galéasse 5 ou 600 soldats (et plus de 300 galériens: les galéasses marchaient à rame et à voile).
Machary dit à propos de Don Alonso, qu'il était un homme de stature élancée et mince, d'un teint blanc, d'une élocution souple et lisse, d'un comportement doux et tempéré, la parole bonne et délibérée, grandement révérencieux non seulement envers ses propres hommes, mais généralement envers l'ensemble de la compagnie.
Étant ainsi installé dans la galéasse, il dit qu'il partait pour l’Écosse, mais ce qu'il en est advenu il ne put le dire.
Machary fut laissé par les Espagnols sur la côte d'Irlande et étant une source d'information très utile, sur les navires espagnols et en particulier à propos de Don Alonso de Leva, il fut amené au Lord Deputy.

### Le naufrage
Le navire dépassa Lough Foyle, mais fit naufrage à Lacada Point au large de la côte d'Antrim non loin de la Chaussée des Géants, le 30 octobre 1588, entraînant dans la mort 1295 personnes (aux 121 marins et 186 soldats de la Girona, il faut ajouter les membres d'équipage survivants des naufrages du Santa Maria Rata Encoronada et du Duquesa Santa Ana). Survécurent 9 personnes, lesquelles furent évacuées vers l'Écosse par Sorley Boy MacDonnell. 260 corps rejetés sur la plage furent enterrées au cimetière de Saint-Cuthbert à Dunluce.

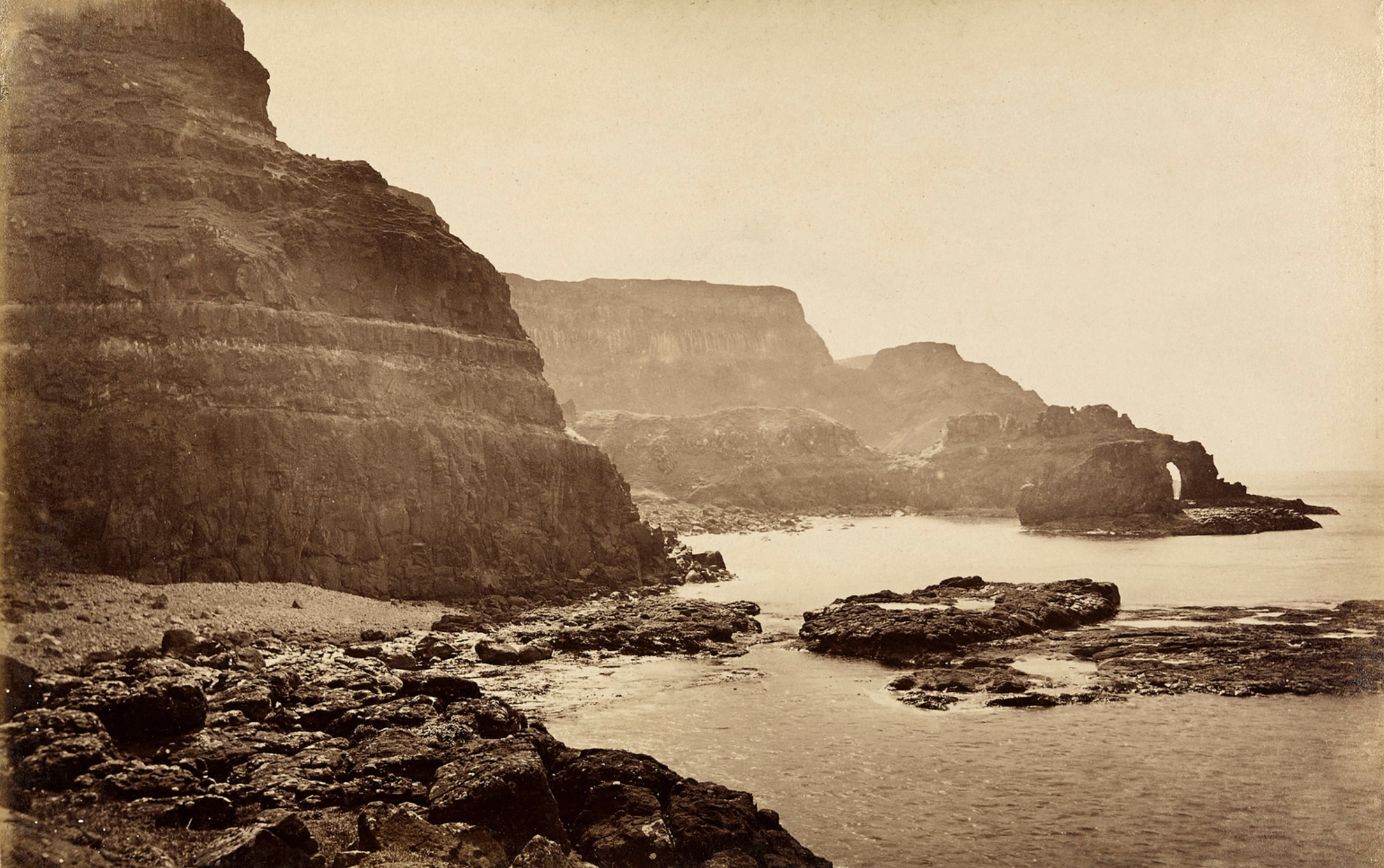
Vue sur Port-Na Spaniagh en direction de Lacada Point et des Spanish Rocks - Comté d'Antrim, Irlande du Nord, vers 1888.
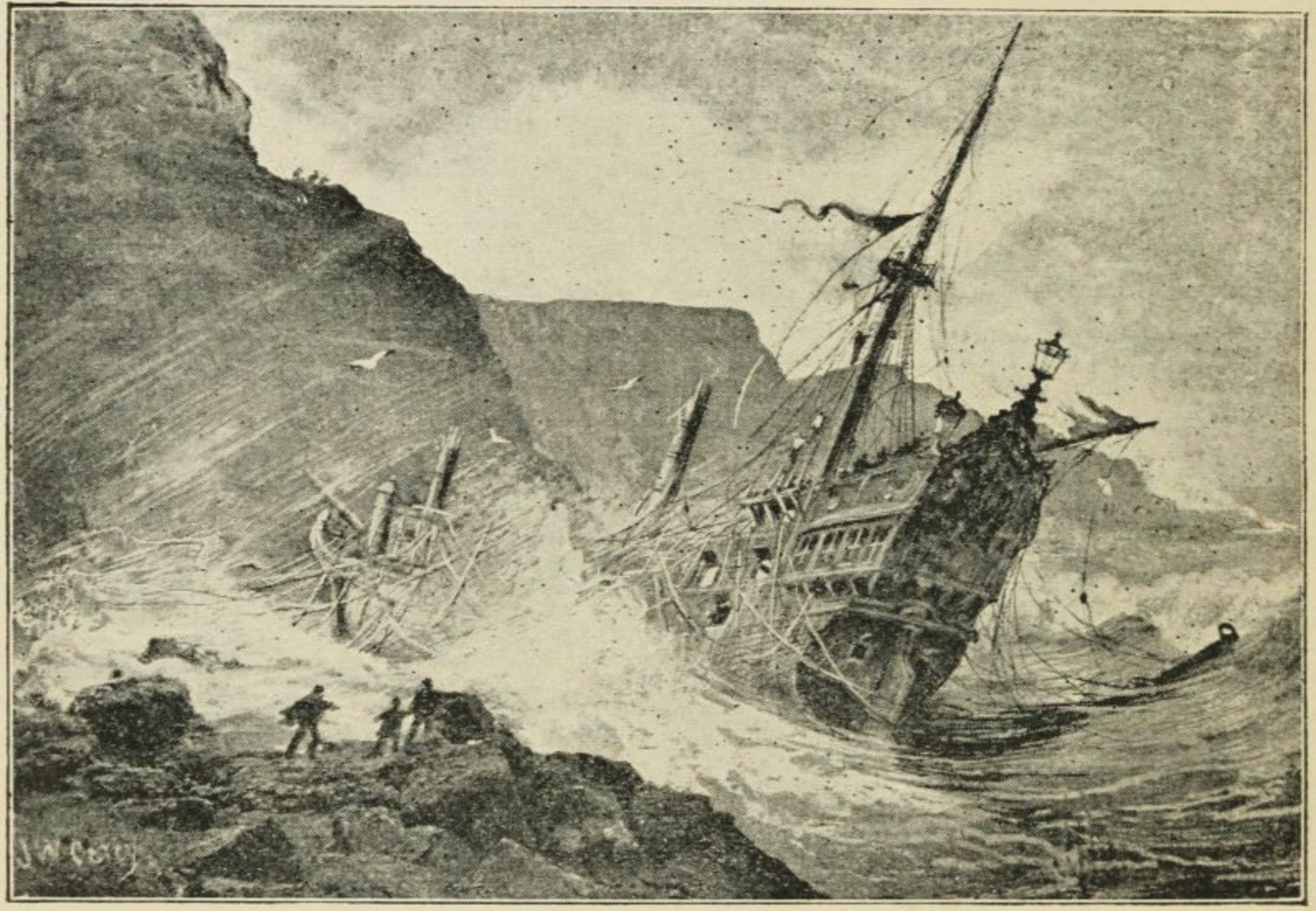
Gravure du XIXe siècle représente un galion espagnol faisant naufrage à Port-Na Spaniagh en 1588. Lacada Point et les Spanish Rocks sont à l'arrière-plan.
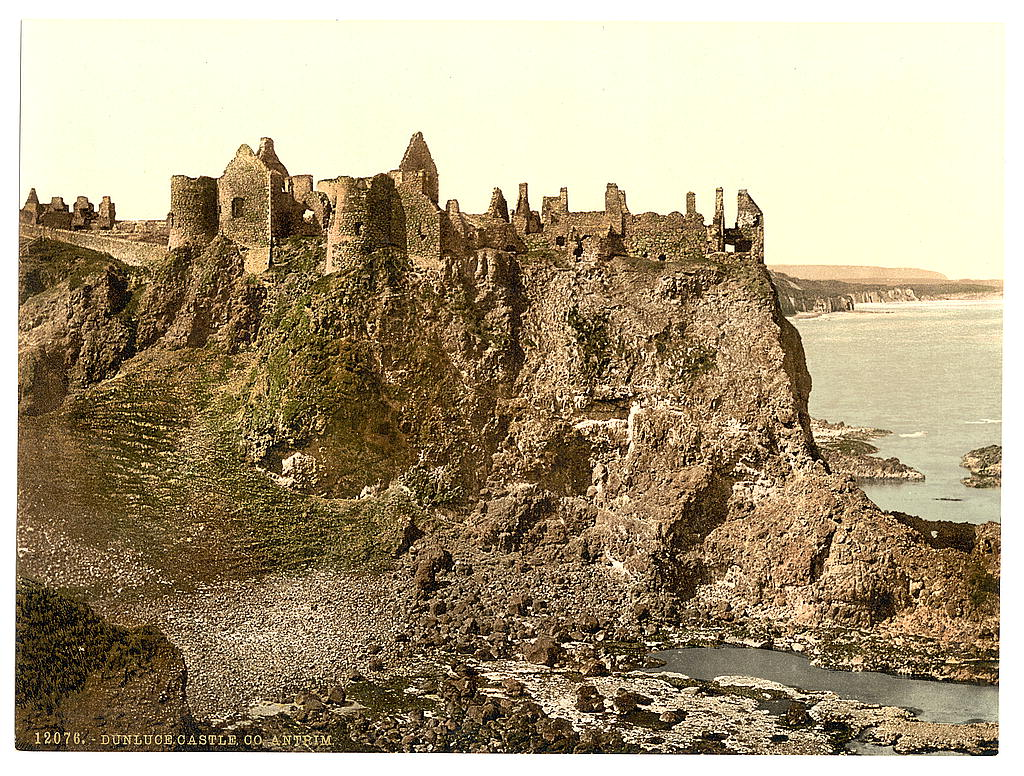
Ruines du château de Dunluce, comté d'Antrim, vers 1900

### Sauvetages et découvertes archéologiques
Les premières tentatives de sauvetage de la Girona ont été faites dans les mois qui ont suivi par Sir George Carew, qui se plaignit de la dépense occasionnée par les quantités d'usequebaugh (Uisce Beatha - whisky pour irlandais) données aux plongeurs. Sorley Boy MacDonnell récupéra 3 canons en laiton et 2 coffres de trésors. Les canons du navire furent installés dans les corps de garde du château et les restes de la cargaison vendue, les fonds utilisés pour restaurer le château.
En 1967 et 1968, au large de la côte de Port Ballintrae, une équipe de plongeurs belges incluant Robert Sténuit découvre l'épave et ramène à la surface le plus important trésor de l’Armada jamais découvert, une fortune en bijoux (dont un dragon volant en or et en pierreries), plusieurs chaines en or d'un poids de 4 livres exposés désormais dans l'Ulster Museum à Belfast. L'Ulster Museum possède les vestiges de deux autres navires de la flotte, le Trinidad Valencera qui a échoué dans Kinnagoe Bay, comté de Donegal et de la Santa Maria de La Rosa qui a coulé soudainement dans Blasket Sound, Comté de Kerry.
Le site de l'épave est placé sous la législation du Protection of Wrecks Act au 22 avril 1993.

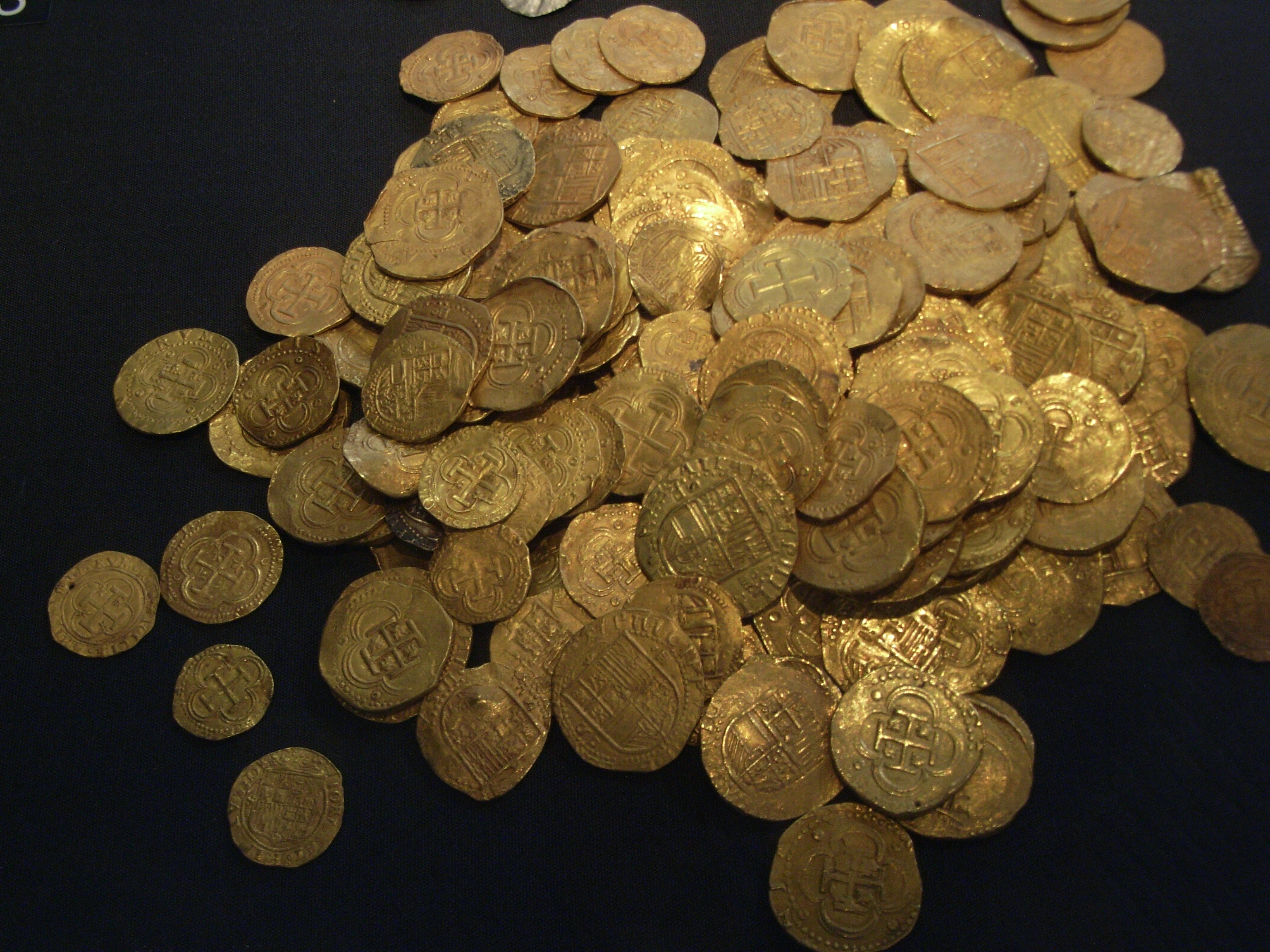
Pièces en or récupérées de La Girona
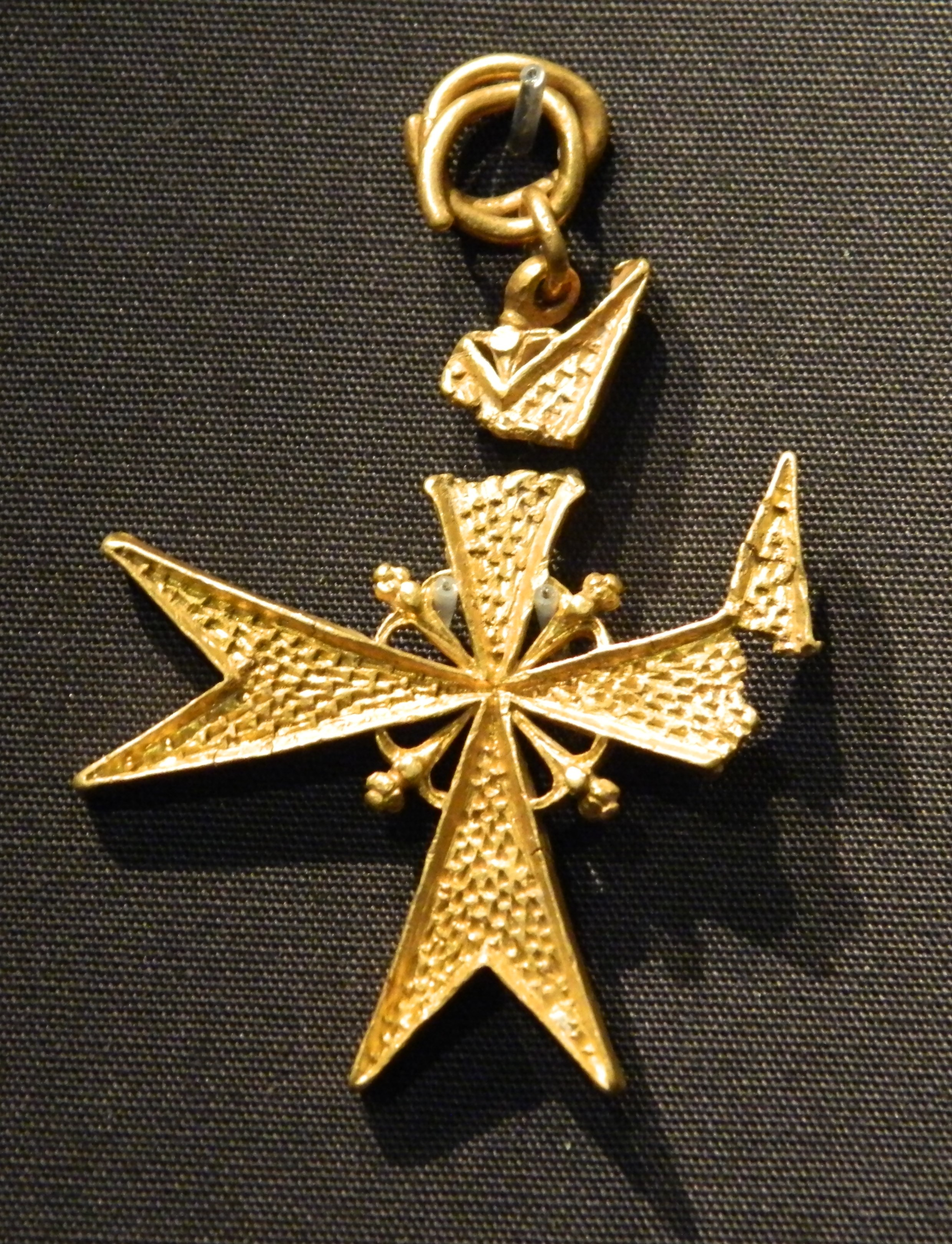
Croix de l'Ordre de Saint-Jean de Jérusalem, récupérée sur l'épave
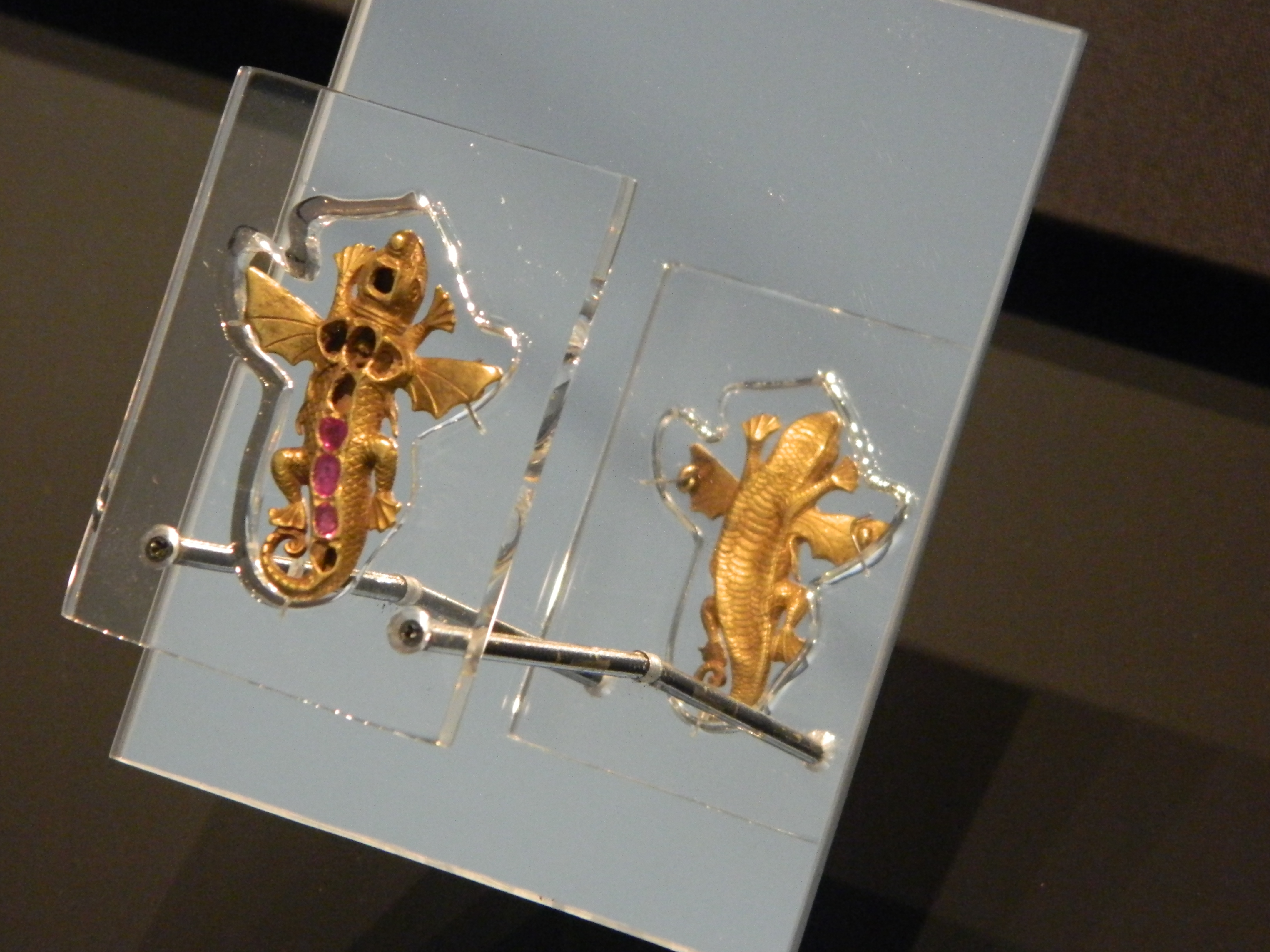
Pendentif en forme de salamandre retrouvé sur l'épave
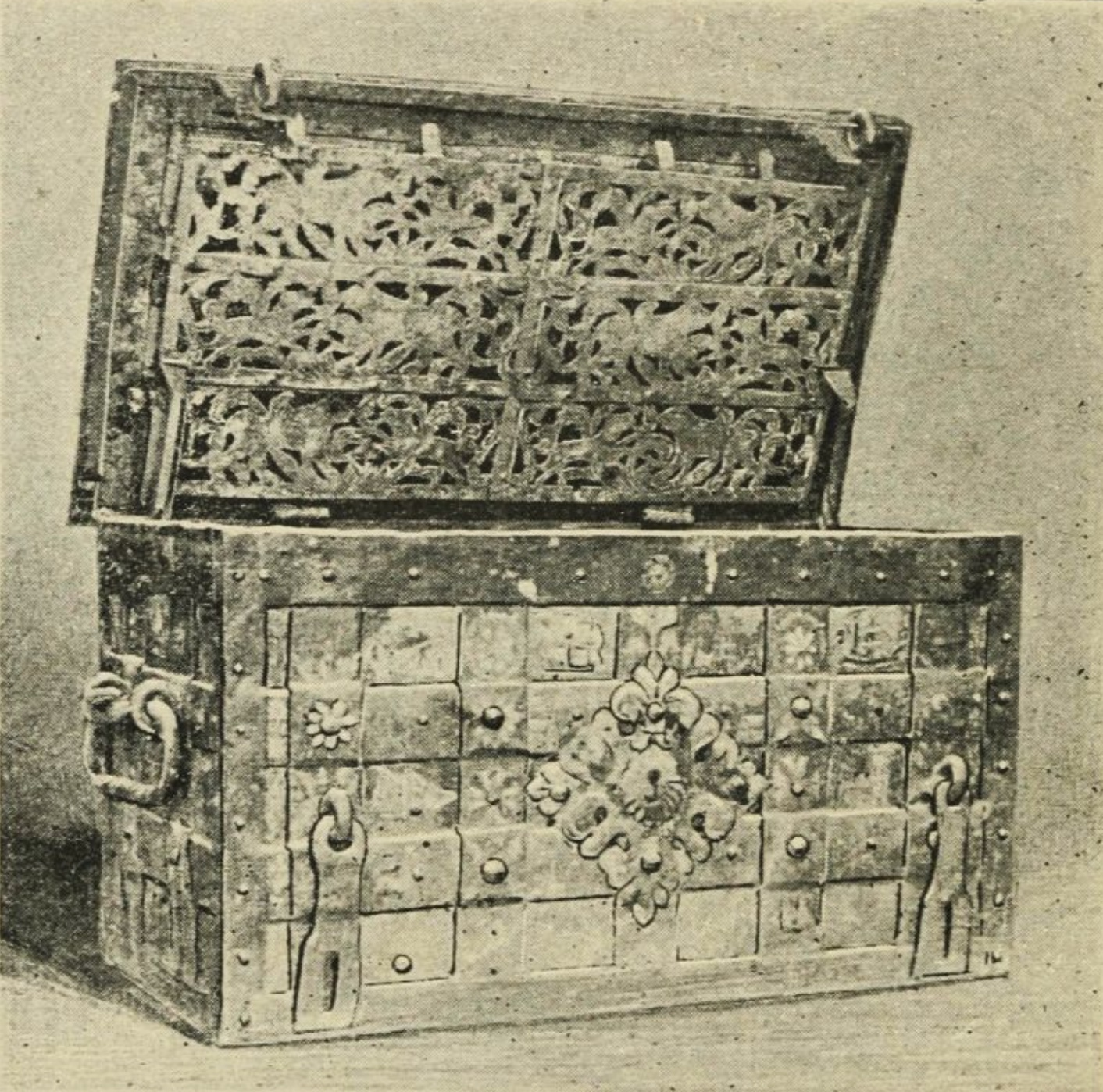
Un coffre, considéré comme une récupération ancienne depuis l'épave